# Fodparkeringsbremse
En fodparkeringsbremse er en type parkeringsbremse, som benyttes af visse bilfabrikanter som f.eks. Mercedes-Benz. Mekanisk set fungerer den på samme måde som den ellers almindelige stanghåndbremse, men forskellen er at den betjenes med en pedal i stedet for med en stang. Parkeringsbremsepedalen er placeret i førerens fodrum i bilens yderside. Fodparkeringsbremsen løsnes ved hjælp af et håndgreb, som er monteret nederst på instrumentbrættet oven over pedalen.
En ulempe ved fodparkeringsbremsen er ved igangsætning på en stigning, hvor man for at betjene den i biler med manuelt gear er nødt til først at sætte bilen i frigear og koble ind.
Fodparkeringsbremsen er blevet benyttet i langt de fleste personbiler fra Mercedes-Benz siden type 115. Undtagelser er type 201 samt A-, B-, G- og SLK-klasserne. Citroën har ligeledes monteret den i DS, ID og XM. Den findes også i Toyota Prius, BMW 7-serien, Volkswagen Phaeton samt talrige amerikanerbiler.
En fodbetjent parkeringsbremse kan i rammerne af tilpasning af en bil til handicappede også eftermonteres i andre bilmærker/modeller, hvis det for føreren ikke er muligt, f.eks. på grund af en armamputering at betjene en almindelig stanghåndbremse.